# Natalie
Natalie ist ein weiblicher Vorname.

## Herkunft und Bedeutung
Bei Natalie handelt es sich um eine Variante von Natalia, der auf lateinisch natalia „in Zusammenhang mit der Geburt“ zurückgeht und mit dem lateinischen Ausdruck dies natalis (domini) „Geburtstag (des Herrn)“, respektive „Weihnachten“ zusammenhängt, möglicherweise aber auch das Konzept der christlichen Wiedergeburt bezeichnet.

## Verbreitung
In Frankreich war der Name Natalie vor allem in den 1960er Jahren verbreitet, jedoch nur mäßig beliebt. In seiner Variante Nathalie war er deutlich populärer und belegte in den Jahren 1965 bis 1971 die Spitzenposition in den Vornamenscharts.
In den USA stieg die Popularität des Namens vor allem ab der Mitte des 20. Jahrhunderts. Seit 1976 gehört der Name zu den 100 meistgewählten Mädchennamen. Als höchste Platzierung erreichte der Name im Jahr 2008 Rang 13 der Hitliste. Im Jahr 2021 belegte Natalie Rang 56 der Vornamenscharts. Ein ähnliches Bild zeigt sich in Kanada.
In Australien gehörte Natalie von 1964 bis 2010 zu den 100 beliebtesten Mädchennamen. Von 1975 bis 1977 platzierte sich der Name in den Top-10. Seitdem sank seine Popularität. Ein vergleichbares Bild zeigt sich in den neuseeländischen Vornamenscharts.
In Tschechien nahm die Popularität des Namens in den 1990er Jahren stark zu. Dabei überwiegt die Schreibweise Natálie. Seit 2001 gehört der Name zu den 10 meistvergebenen Mädchennamen des Landes (Stand 2016).
In Deutschland kam der Name in den 1960er Jahren in Mode und zählte bis in die 1990er Jahre zu den beliebtesten Mädchennamen des Landes. Seine höchste Platzierung erreichte der Name im Jahr 1996, wo er Rang 21 der Hitliste belegte. Seit der Jahrtausendwende sank seine Popularität stark. Im Jahr 2021 belegte Natalie Rang 292 der Vornamenscharts. Beinahe zwei Drittel der deutschen Namensträger trägt den Namen in der Schreibweise Natalie. Etwa ein Viertel der Eltern wählte die Variante Nathalie. Deutlich seltener kommen die Schreibweisen Natali und Nataly vor.

## Varianten

### Weibliche Varianten
- Belarussisch: Наталля Natallja
- Bulgarisch: Наталия Natalija
- Dänisch: Natalia, Nathalie
  - Diminutiv: Natasja
- Deutsch: Natalia, Nathalie
- Englisch: Natalee, Natalia, Natille
  - Diminutiv: Natisha, Nat, Natasha, Tasha
- Französisch: Nathalie
  - Diminutiv: Natacha
- Georgisch: ნატალია Natalia
  - Diminutiv: ნატა Nata
- Griechisch: Ναταλία Natalía
- Italienisch: Natalia
  - Diminutiv: Natalina
  - Latein: Natalia
- Kroatisch: Natalija
  - Diminutiv: Nataša
- Lettisch: Natālija
- Litauisch: Natalija
- Mazedonisch: Наталија Natalija
  - Diminutiv: Наташа Nataša
- Niederländisch: Natalia, Nathalie
  - Diminutiv: Natasja
- Norwegisch: Natalia, Nathalie
- Polnisch: Natalia
  - Diminutiv: Natalka, Natasza
- Portugiesisch: Natália
  - Brasilianisch: Nathália, Natiely
  - Diminutiv: Natacha, Natalina, Tália, Naty
- Rumänisch: Natalia
- Russisch: Натали Natali, Наталия Natalija, Наталья Natalyja, Natalya
  - Diminutiv: Ната Nata, Наташа Natascha, Таша Tascha
- Schwedisch: Natalia, Nathalie
- Serbisch: Наталија Natalija
  - Diminutiv: Наташа Nataša
- Slowakisch: Natália
  - Diminutiv: Nataša
- Slowenisch: Natalija
  - Diminutiv: Nataša
- Spanisch: Natalia
  - Katalanisch: Natàlia
- Tschechisch: Natálie
  - Diminutiv: Nataša
- Ukrainisch: Наталя Natalja, Наталія Natalija, in Pässen oft Nataliia transliteriert
  - Diminutiv: Наталка Natalka
- Ungarisch: Natália

### Männliche Varianten
- Italienisch: Natale
  - Diminutiv: Natalino, Lino
  - Latein: Natalius
- Spanisch: Natalio

## Namenstage
- 27. Juli: nach Natalie von Córdoba
- 1. Dezember: nach Natalie von Nikomedien

## Namensträgerinnen

### Natalie
- Natalie Amiri (* 1978), iranisch-deutsche Journalistin und Fernsehmoderatorin
- Natalie Angier (* 1958), US-amerikanische Wissenschaftsjournalistin und Sachbuchautorin
- Natalie Aspinall (* 1981), englische Fußballschiedsrichterassistentin
- Natalie Clifford Barney (1876–1972), amerikanische Autorin
- Natalie Cole (1950–2015), US-amerikanische Sängerin
- Natalie Dormer (* 1982), britische Schauspielerin
- Natalie Geisenberger (* 1988), deutsche Rodlerin
- Natalie Holzner (* 1992), österreichische Sängerin
- Natalie Horler (* 1981), deutsche Sängerin
- Natalie Imbruglia (* 1975), australisch-britische Singer-Songwriterin, Schauspielerin und Model
- Natalie Jamalia (* 1987), jordanische Schachspielerin
- Natalie Kingston (1905–1991), US-amerikanische Schauspielerin und Tänzerin
- Natalie Klotz (* 1997), österreichische Eiskunstläuferin
- Natalie Lamb (1932–2016), US-amerikanische Jazzsängerin
- Natalie Langer (* 1981), deutsche Fernsehmoderatorin und Model
- Natalie Merchant (* 1963), US-amerikanische Sängerin
- Natalie Moorhead (1901–1992), US-amerikanische Schauspielerin
- Natalie O’Hara (* 1976), deutsche Schauspielerin
- Natalie Portman (* 1981), US-amerikanische Schauspielerin
- Natalie Raitano (* 1966), US-amerikanische Schauspielerin
- Natalie Rickli (* 1976), schweizerische Politikerin (SVP)
- Natalie Sago (* 1989), US-amerikanische Basketballschiedsrichterin
- Natalie Tran (* 1986), australische Schauspielerin, Schriftstellerin und Vloggerin
- Natalie Wood (1938–1981), US-amerikanische Schauspielerin

### Nathalie
- Nathalie Armbruster (* 2006), deutsche Nordische Kombiniererin
- Nathalie Baye (* 1948), französische Schauspielerin
- Nathalie Cabrol (* 1963), französisch-US-amerikanische Astrobiologin
- Nathalie Delon (1941–2021), französische Schauspielerin und Regisseurin
- Nathalie Drach-Temam (* 1966), französische Mathematikerin, Informatikerin und Wissenschaftsmanagerin
- Nathalie Emmanuel (* 1989), britische Schauspielerin
- Nathalie Hallervorden (* 1966), deutsche Schauspielerin und Psychotherapeutin
- Nathalie Kelley (* 1985), australische Schauspielerin
- Nathalie Kruppa, deutsche Historikerin und Mittelalterforscherin
- Nathalie Licard (* 1964), französische Moderatorin
- Nathalie Magnan (1956–2016), französische Medientheoretikerin, Medienkünstlerin und Filmregisseurin
- Nathalie Pohl (* 1994), deutsche Freiwasser- und Extremschwimmerin
- Nathalie Rheims (* 1959), französische Autorin und Schauspielerin
- Nathalie Rozencwajg (* 1975), britische Architektin
- Nathalie Sarraute (1900–1999), französische Schriftstellerin
- Nathalie zu Sayn-Wittgenstein-Berleburg (* 1975), deutsch-dänische Dressurreiterin
- Nathalie Schott (* 1980), deutsch-französische Film- und Theaterschauspielerin
- Nathalie Stutzmann (* 1965), französische Opernsängerin (Alt) und Dirigentin
- Nathalie Tauziat (* 1967), französisch-afrikanische Tennisspielerin
- Nathalie Thiede (* 1987), deutsche Schauspielerin
- Nathalie Volk (* 1997), deutsches Model

### Natalia, Natália
- Natália de Araújo (* 1966), osttimoresische Politikerin
- Natalia Avelon (* 1980), deutsch-polnische Schauspielerin und Sängerin
- Natalia Bachmayer (* 1968), deutsche Fernsehjournalistin
- Natalia Belitski (* 1984), deutsche Schauspielerin
- Natália Bernardo (* 1986), angolanische Handballspielerin
- Natália Bonavides (* 1988), brasilianische Politikerin, Rechtsanwältin und Menschenrechtlerin
- Natália Carrascalão Antunes (* 1952), portugiesische Politikerin und osttimoresische Diplomatin
- Natalia Cheșco (1859–1941), Königin von Serbien
- Natália Correia (1923–1993), portugiesische Schriftstellerin und Intellektuelle
- Natalia Dyer (* 1995), US-amerikanische Schauspielerin
- Natalia Ginzburg (1916–1991), italienische Schriftstellerin
- Natália Kelly (* 1994), österreichische Sängerin mit brasilianischen und amerikanischen Wurzeln
- Natalia Kills (* 1986), britische Schauspielerin und Singer-Songwriterin
- Natalia Kukulska (* 1976), polnische Sängerin
- Natália Mackovičová (* 1983), slowakische Fußballspielerin und -trainerin
- Natalia Poluakan (* 1985), indonesische Badmintonspielerin
- Natália Prekopová (* 1989), slowakische Biathletin
- Natália Přidalová (* 1990), slowakische Beachvolleyballspielerin
- Natalia Revuelta Clews (1925–2015),  kubanische Sozialistin, Geliebte von Fidel Castro und Mutter seiner Tochter Alina Fernández
- Natalia Rudziewicz (* 1986), deutsche Schauspielerin
- Natalia Sinelnikova (* 1989), deutsche Filmregisseurin
- Natalia Tena (* 1984), britische Schauspielerin und Musikerin spanischer Herkunft
- Natalia Ushakova (* 1969), russisch-österreichische Opernsängerin
- Natalia Wörner (* 1967), deutsche Schauspielerin

### Nathalia, Nathália
- Nathalia Dill (* 1986), brasilianische Schauspielerin
- Nathalia Holt (* 1980), US-amerikanische Wissenschaftsjournalistin und Sachbuchautorin
- Nathalia Beatriz Dora Peluso (* 1995), argentinisch-spanische Rapperin und Sängerin, siehe Nathy Peluso
- Nathalia Ramos (* 1992), spanische Schauspielerin
- Nathália Rossi (* 1989), brasilianische Tennisspielerin
- Nathalia Spälti (* 1998), Schweizer Fußballspielerin
- Nathalia Wright (1913–2004), US-amerikanische Literaturwissenschaftlerin

### Natalja
siehe → Natalija

### Fiktive Personen
- Natalia Boa Vista, Figur aus der Serie CSI: Miami
- Natalie Teeger, Figur aus der Krimiserie Monk
- Natalie Schneider, Protagonistin des Filmes Natalie – Endstation Babystrich und vier Fortsetzungen
- Natalie, Protagonistin aus der gleichnamigen Erzählung von Iwan Bunin